# Desna Tschernihiw
Der FK Desna (ukr. ТОВ «Спортивно-футбольний клуб «Десна» м. Чернігів»; UEFA-Transkription FC Desna) ist ein ukrainischer Fußballverein aus der Stadt Tschernihiw.

## Geschichte
Der FK Desna wurde 1960 als FK Avanhard gegründet und spielte 2019 in der Premjer-Liha.

## Saisons
| Saisons | Div. | Līga         | Platz | @     | Notering                                 |
| ------- | ---- | ------------ | ----- | ----- | ---------------------------------------- |
| 2013/14 | 2.   | Perscha Liha | 5.    | [ 1 ] |                                          |
| 2014/15 | 2.   | Perscha Liha | 5.    | [ 2 ] |                                          |
| 2015/16 | 2.   | Perscha Liha | 8.    | [ 3 ] |                                          |
| 2016/17 | 2.   | Perscha Liha | 2.    | [ 4 ] |                                          |
| 2017/18 | 2.   | Perscha Liha | 3.    | [ 5 ] |                                          |
| 2018/19 | 1.   | Premjer-Liha | 8.    | [ 6 ] |                                          |
| 2019/20 | 1.   | Premjer-Liha | 4.    | [ 7 ] |                                          |
| 2020/21 | 1.   | Premjer-Liha | 6.    | [ 8 ] |                                          |
| 2021/22 | 1.   | Premjer-Liha | X.    | [ 9 ] | Russischer Überfall auf die Ukraine 2022 |